# Lynette Elizabeth Davidson
Lynette Elizabeth Cook de Davidson ( 1916 - 1996) fue una botánica sudafricana, y taxónoma, que trabajó particularmente con Amaryllidaceae y en plantas suculentas, contribuyendo y editando Bothalia y Flowering Plants of Africa, y atendiendo la oficina de Director del "Botanical Research Institute" en Pretoria de 1944 a 1963. Publicó habitualmente en Journal of South African Botany.
Fue profesora de botánica en la Universidad de Witwatersrand, y curadora del Herbario Moss.

## Honores

### Eponimia
Especies, unas 64
- (Begoniaceae) Begonia davidsoniae Standl. ex L.B.Sm. & B.G.Schub.[2]

- (Cyclanthaceae) Sphaeradenia davidsoniae Harling[3]

- (Hyacinthaceae) Ledebouria davidsoniae (U.Müll.-Doblies & D.Müll.-Doblies) J.C.Manning & Goldblatt[4]

- (Lauraceae) Nectandra davidsoniana C.K.Allen[5]

- (Rosaceae) Photinia davidsoniae Rehder & E.H.Wilson[6]

- (Santalaceae) Thesium davidsoniae Brenan[7]

### Galardones y membresías
Miembro de
- "Royal Society of South Africa"
- "S.A. Biological Society"

- La abreviatura «L.E.Davidson» se emplea para indicar a Lynette Elizabeth Davidson como autoridad en la descripción y clasificación científica de los vegetales.[8]